# Jeff Hardy
Jeffrey Nero "Jeff" Hardy (sinh ngày 31 tháng 8 năm 1977) là một đô vật chuyên nghiệp, nhạc sĩ, ca sĩ, họa sĩ người Mỹ, hiện anh đang thi đấu cho World Wrestling Entertainment (WWE) dưới tên Jeff Hardy hay biệt danh "The Charismatic Enigma". Anh là em trai của Matt Hardy. Anh còn nổi tiếng với thời gian thi đấu ở Total Nonstop Action Wrestling (TNA, giờ là Impact Wrestling) dưới cái tên Willow, Brother Nero và tên thật của mình.
Trước khi nổi lên ở WWE, Hardy cùng anh trai là Matt Hardy lập nên 1 công ty đô vật có tên Organization of Modern Extreme Grappling Arts (OMEGA). Sau khi ký hợp đồng với WWE, hai anh em làm việc dưới dạng "jobber". Rồi hai người nổi lên trong việc làm tag team, nổi tiếng với những trận Tables, Ladders, and Chairs. Với sự cộng tác của Lita, họ lập thành Team Xtreme và bắt đầu trở nên nổi tiếng ở WWE. Cùng với anh trai, Jeff đã có được 8 danh hiệu Tag Team ở WWF/WWE bao gồm 7 World Tag Team Championship và 1 WCW Tag Team Championship.
Ngoài ra Jeff còn rất thành công trong sự nghiệp đấu đơn. Jeff có 6 lần là nhà vô địch thế giới bao gồm 1 WWE Championship, 2 World Heavyweight Championship và 3 TNA World Heavyweight Championship. Jeff chính là nhà vô địch Intercontinental trẻ nhất trong lịch sử WWE. Tính ở cả WWE, TNA và ROH, anh đã có tổng cộng 25 danh hiệu vô địch.
Anh nhận được cú push lên hàng cao nhất vào khoảng cuối năm 2007. Kết thúc với việc anh một lần giành được WWE Championship và 2 lần giành World Heavyweight Championship và rời WWE vào giữa năm 2009. Jeff Hardy cũng hiện đang là thành viên của nhóm nhạc PeroxWhy?gen.

## Cuộc đời
Hardy là con trai của Gilbert và Ruby Moore Hardy, và là em trai của Matt Hardy. Mẹ của họ chết vì bệnh ung thư não vào năm 1986, khi Jeff 9 tuổi. Anh bộc lộ rõ tài năng đua mô tô của mình khi 12 tuổi và có chiếc xe đầu tiên - Yamaha YZ-80 - vào năm 13 tuổi. Anh có cuộc đua đầu tiên khi học lớp 9. Jeff từng tham gia chơi bóng chày nhưng vì 1 lần tai nạn khi đua xe, anh đã bị chấn thương tay và ngừng chơi bóng chày. Anh đã ngừng chơi thể thao sau khi anh chỉ được chọn một trong 2 thứ: thể thao và đấu vật - và anh đã chọn đấu vật. Môn học ưa thích của anh là Lịch sử và Mỹ thuật, những môn mà anh luôn luôn đạt điểm xuất sắc. 

## World Wrestling Entertainment (2006-2009)
Vào ngày 4 tháng 8 năm 2006, WWE đã thông báo rằng Jeff Hardy đã ký kết lại với công ty. Trong tuần lễ đó, Jeff Hardy đã hâm nóng không khí buồn tẻ bằng sự trở lại của mình vào ngày 21 tháng 8, 2006 trong chương trình RAW'. Trong chương trình đó, anh đã đánh bại Edge bằng DisQualification. Sau nhiều lần thua trong những trận giành đai Intercontinental Championship từ tay Johnny Nitro trong vài tuần sau đó, bao gồm cả trận đấu tại Unforgiven 2006, Jeff Hardy cuối cùng cũng đã đánh bại Nitro và lấy được đai Intercontinental Championship vào ngày 2 tháng 10, 2006 trong chương trình RAW. Vào show RAW ngày 6 tháng 11, 2006 Hardy đã để mất đai Intercontinental Championship vào tay Johnny Nitro, sau khi Nitro dùng đai Intercontinental Championship để tấn công anh. Chỉ ngay tuần sau khi mất đai, anh đã giành lại được tại show RAW vào ngày 13 tháng 11, 2006 sau 3 tiếng đếm của trọng tài. Đánh dấu lần thứ 3 Hardy trở thành Intercontinental Champion.
Nhưng khoảng 2 tháng sau đó, anh đã bị Umaga Người bất bại lấy đai Intercontinental Championship do Vince McMahon sắp đặt. Vì Umaga là người Vince McMahon chọn để đấu với Bobby Lashley (người do Donald Trump chọn để đấu với Umaga trong trận Battle of The Billionairs và ai (Vince McMahon hay Donald Trump) thua sẽ bị người kia cạo đầu. Nhưng vào ngày 2 tháng 4 Jeff Hardy cùng với người anh la Matt Hardy, giành được WWE World Tag Team Champion lần thứ sáu từ John Cena và Shawn Micheals.
Tuy vậy họ bị Cade và Murdoch lấy đai vào ngày 4 tháng 6 trong 1 chương trình RAW. Họ có cơ hội lấy đai tại WWE Vengeance nhưng thất bại.
Vào ngày 3 tháng 9 năm 2007 anh đã đánh bại Umaga để lần thứ 4 lấy được đai Intercontinental Champion.
Cuối cùng anh đã để mất Intercontinental Champion vào tay Y2J Chris Jericho Sau đó anh được chuyển qua Smackdown và bắt đầu tranh đai với Triple H nhưng không thành.
Sau nhiêu lần anh ta bi thua Triple H nhưng Edge đã lấy được đai WWE Champion sau đó Edge đánh một trận giành đai Triple H VS Jeff Hardy VS Edge va Hardy chiến thắng và trở thành WWE Champion. Nhưng sự may mắn không ở lại lâu với anh, ở Royal Rumble, anh đã phải đấu với Edge một trận No DQ để giữ đai WWE Championship của mình và anh đã thua do bị anh trai của mình là Matt Hardy lên và cho anh ta một cái đánh của chiếc ghế sắt vào đầu và bị pin bởi Edge nhưng anh ta vẫn còn cơ hội. Ở No Way Out, anh đã được chọn vào ván đấu Elimination Chamber (một trận đấu lồng sắt với 6 người trong đó) để lấy đai WWE Championship cùng với Vladimir Cozlov, Big Show, The Undertaker, Edge và Triple H nhưng anh đã bị loại do dính tuyệt chiêu cuối của The Undertaker là Tombstone. Anh vẫn không bỏ cuộc nên anh vẫn tiếp tục theo đuổi đai WWE Championship và điều đó bắt đầu ở việc là anh đã cố gắng thắng Shelton Benjamin trong trận Money In The Bank Qualilfing Match tại Smackdown nhung anh vẫn không thuận lợi vì anh đã tiếp tục thua do anh trai mình Matt Hardy một lần nữa. Bây giờ anh đãcó một trận để đấu với anh trai mình là Matt Hardy tại The 25th Anniversary of WretleMania. Tại WrestleMania 25, trong trận đấu Extreme Rules với người anh trai Matt Hardy, anh đã để thua. Tại Backlash, anh đã thắng được Matt Hardy. Tại Judgment Day, anh đã tham gia trận tranh đai World Heavyweight Championship với Edge, nhưng cũng đã bị thua. Vào một show SmackDown, anh tham gia trận Fatal Four Way để giành một suất tranh đai World Heavyweight Championship với Edge tại Extreme Rules, và đã thắng Rey Mysterio, Kane và Chris Jericho để gặp Edge tại Extreme Rules. Ở đây, anh đã thắngEdgevà giành đai World heavyweightvà sau đó, CM Punk mang money in the banklên. Đòi tranh đai của anh, Cm punk choi choi chiêu cuối nhưng anh vẫn không chịu thua. Anh đã pinCm Punknhưng không thành công. Cuối cùng Cm Punk đã chơi lại chiêu đó một lần nữa và anh đã thua vì bị hao tổn sức khỏe nhiều rồi.Hai người bắt đầu mối thù từ đây
Trong một show smackdown, anh và Edge đã đánh nhau. Edge cố tình đẩy anh vào Cm Punk, Cm Punk đã lao lên võ đài đánh Edge và anh đã bị thua. Sau đó, chủ tịch quản lý smackdown đã có quyết định một trận tranh đai world heavyweight championship Edge vs Jeef Hardy andCm punk. Nhưng sau nghi anh swantond lên edge thi` CM Punk đã lôi chân hardy xuống và pin edge và Cm punk một lần nữa giành chiến thắng.
Đến WWE The Bash, anh lại đấu với CM Punk để tranh đai. Nhưng CM Punk lại bi đau mắt và sau đó cố tình đá vào lưng trọng tài để thua bằng DQ nhưng vẫn giữ được đai của mình
Tới WWE Night Of Champions, anh đã sử dụng chiêu Swanton Bomb với CM Punk và đã giành được chiến thắng sau 3 tiếng đếm của trọng tài và lần đầu tiên đoạt được danh hiệu World Heavy Championship
Tại PPV Summer Slam anh đã để mất danh hiệu World Heavy Weight Championship vào tay CM Punk tại thể loại Table, Ladder, Chair Match. Tại show Smack Down sau đó 1 tuần anh đã thua CM Punk tại World HeavyWeight Chapionship trong thể loại Steel Cage Match và không còn cách nào khác, anh phải rời khỏi WWE nhưng thực tế là anh đã mắc phải một chấn thương ở cổ và vùng lưng và vẫn trong giai đoạn điều trị do Swaton Bomb vào CM Punk trên một chiếc thang tại PPV Summer Slam. Để người hâm mộ không nóng lòng, anh trai Jeff, Matt Hardy, đã tuyên bố trên trang Twitter rằng Jeff sẽ trở lại trong thời gian sớm nhất vào năm 2010. Đến tháng 1 năm 2010, Jeff đã đến TNA, trái ngược với những tin đồn do các fan của anh đưa ra trên You Tube và Twitter. Hợp đồng mới của anh tại TNA có thời hạn trong vòng 1 năm, Jeff vẫn đang do dự có nên ký hợp đồng mới với TNA hay không, nhưng nếu anh hợp tác với TNA, anh sẽ không thể trở lại tại Wrestlermania 27 (tức năm 2011).

## World Wrestling Entertainment (2017)
Ở Wrestlemania 33 (2017), anh cùng với anh trai là Matt Hardy trở lại ở trận ladder match. Anh ở trên một cái thang cao và dùng chiêu Swanton Bomb lên Cecaro, Matt dùng chiêu Twist Of Face lên Karl Anderson ở trên một chiếc thang. Matt đã lấy được hai cái đai và trở thành Raw Tag Team Champion.

## Các lĩnh vực khác
Jeff xuất hiện trên truyền hình lần đầu tiên vào ngày 7/2/1999 vào tập "That Wrestling Show" của chương trình That '70s Show - cùng với anh trai Matt - xuất hiện như 1 đô vật vô danh. Hai anh em còn xuất hiện ở WWE Tough Enough 2001 để nói chuyện và tham gia đấu với những thí sinh. Jeff xuất hiện vào ngày 25/2/2002 ở chương trình Fear Actor, đấu với 5 siêu sao khác của WWE nhưng đã bị loại ngay từ vòng đầu. Anh còn tham gia vào chương trình The Hardy Show, 1 chương trình trực tuyến trên web với sự tham gia của The Hardys, Shannon Moore và một số người bạn của họ. Vào tháng 9 năm 2009, anh ký hợp đồng với Fox 21 để tham gia vào 1 chương trình truyền hình trực tuyến.
Năm 2001, Jeff, Matt và Lita tham gia vào  Rolling Stone magazine's 2001 Sports Hall of Fame. Vào năm 2003, anh em Jeff & Matt, với sự giúp đỡ của Michael Krugman, họ viết và ra lò cuốn tự truyện "The Hardy Boyz: Exist 2 Inspire"
Ở WWE, anh xuất hiện ở một số DVD, The Hardy Boyz: Leap of Faith (2001) và The Ladder Match (2007). Anh còn xuất hiện ở DVD của TNA, Enigma: The Best of Jeff Hardy (2005) và Pro Wrestling's Ultimate Insiders: Hardy Boys – From the Backyard to the Big Time (2005). Năm 2008, WWE cho ra DVD "Twist of Fate: The Matt and Jeff Hardy Story", đề cập đến sự nghiệp của 2 người. Vào tháng 12/2009, WWE cho ra DVD của riêng Jeff, Jeff Hardy: My Life, My Rules.

## Danh sách album nhạc
Jeff Hardy cho ra lò album đầu tiên cùng với nhóm nhạc của mình là Peroxwhy?gen thông qua TNA Music vào ngày 13/12/2012. Sau đó là album thứ 2, Plurality Of Worlds vào ngày 7/11/2013.
- Similar Creatures (2012)
- Plurality of Worlds (2013)
- Within The Cygnus Rift (2015)

## Trong sự nghiệp đô vật
- Đòn quyết định
  - Reverse of Fate - WWE/TNA
  - Swanton Bomb / The Swanton
  - Spine Line (TNA)

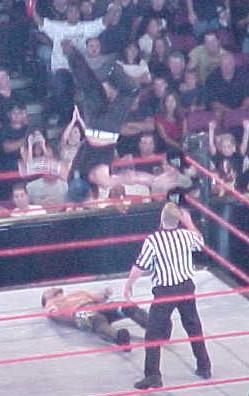
Jeff Hardy làm đòn Swanton Bomb lên Chris Jericho

  - Event Omega (WWE - cùng với Matt Hardy)
  - Sharpshooter (WWE/TNA)
  - Twist of Fate / Twist of Hate (WWF/E / TNA)
- Đòn thường sử dụng
  - Alley Oop Facebuster
  - Baseball Slide
  - Diving Clothesline
  - Double leg drop
  - Hardyac Arrest
  - Drop Kick
  - Diving Crossbody
  - German Suplex
  - Overhead Belly To Belly Suplex
  - Arm Drag
  - Mule Kick
  - Omega Event
  - Poetry in Motion một người
  - Sitout Inverted Suplex Slam
  - Sitout Jawbreaker
  - Split leg pin
  - Plancha
  - Enzuigiri
  - Spinning Heel Kick
  - Poetry in Motion
  - Diving Leg Drop
  - Whisper in the Wind
- Người huấn luyện
  - Gangrel
  - Michael Hayes
  - Lita
  - Trish Stratus
  - Terri
- Biệt danh
  - The Charismatic/Extreme Enigma (WWE / TNA)
  - The Legend Thriller (WWE)
  - The Rainbow–Haired Warrior (WWE)
  - The Anti-Christ of Professional Wrestling (TNA)
  - The Best Wrestler on Planet Earth (TNA)
  - The Artist (TNA)
  - "Brother Nero" (TNA, gọi bởi Matt Hardy)
- Theme Songs
  - WWF/E
    - "Loaded" bởi Zack Tempest (1999 – 2003, 2006 – 2008, 2009)
    - "No More Words" bởi EndeverafteR (2008 – 8/2009)

  - TNA
    - "Modest" bởi Peroxwhy?gen (2004 – 2006)
    - "Modest" (2010 Remix) bởi Peroxwhy?gen (2010; 2011)
    - "Another Me" bởi Jeff Hardy và Dale Oliver (2010 – 2011)
    - "Immortal Theme" bởi Dale Oliver (as part of Immortal, 2010 - 2011)
    - "Resurrected" bởi Jeff Hardy và Dale Oliver (2011 – 2012)
    - "Similar Creatures" bởi Peroxwhy?gen và sửa đổi bởi Dale Oliver (2012 – 2013)
    - "Time & Fate" bởi Jeff Hardy và Dale Oliver (20/10/2013 – 21/11/2013)
    - " Placate " bởi Jeff Hardy và Dale Oliver (10/4/2015 - giờ)
    - "Willow's Way" bởi Jeff Hardy và Dale Oliver (as Willow, 9/3/2014 – 10/7/2014)
    - "Reptillian" bởi Peroxwhy?gen (The Hardys, ngày 31 tháng 7 năm 2014 - 25/9/2014; với Creatures Intro, 2/10/2014 – 23/9/2015)

  - ROH
    - "Tourniquet" bởi Marilyn Manson (2003)

  - OMEGA
    - "Dead And Bloated" bởi Stone Temple Pilots (1997 – 1998)

## Các chức vô địch và danh hiệu
- National Championship Wrestling
  - NCW Light Heavyweight Championship (2 lần)[7]
- New Dimension Wrestling
  - NDW Light Heavyweight Championship (1 lần)[1]
  - NDW Tag Team Championship (1 lần)1[298] – với Matt Hardy
- New Frontier Wrestling Association
  - NFWA Heavyweight Championship (1 lần)[1]
- North East Wrestling
  - NEW Junior Heavyweight Championship (1 lần)[1]
- NWA 2000
  - NWA 2000 Tag Team Championship (1 lần) – với Matt Hardy
- Organization of Modern Extreme Grappling Arts
  - OMEGA New Frontiers Championship (1 lần)
  - OMEGA Heavyweight Championship (1 lần) - đang giữ đai
  - OMEGA Tag Team Championship (1 lần) – với Matt Hardy
- Pro Wrestling Illustrated
  - PWI Sự trở lại của năm (2007, 2012)
  - PWI Trận đấu của năm (2000) với Matt Hardy vs. The Dudley Boyz và Edge & Christian trong 1 trận Triangle Ladder match ở WrestleMania 2000
  - PWI Trận đấu của năm (2001) với Matt Hardy vs. The Dudley Boyz và Edge & Christian trong 1 trận Tables, Ladders, and Chairs match ở WrestleMania X-Seven
  - PWI Tag Team of the Year (2000) với Matt Hardy 
  - PWI xếp Hardy ở vị trí #7 ở PWI 500 năm 2013
- Total Nonstop Action Wrestling
  - TNA World Heavyweight Championship (3 lần)
  - Bound for Glory Series (2012)
  - TNA World Tag Team Championship #1 Contenders Tournament (2014) – với Matt Hardy
  - Đô vật của năm (2012)
- Universal Wrestling Association
  - UWA World Middleweight Championship (1 lần)
- World Wrestling Federation / World Wrestling Entertainment
  - World Heavyweight Championship (2 lần)
  - WWE Championship (1 lần)
  - WWF/E Intercontinental Championship (4 lần)
  - WWF Hardcore Championship (3 lần)
  - WWF Light Heavyweight Championship (1 lần)
  - WWE European Championship (1 lần)
  - World Tag Team Championship (7 lần) – với Matt Hardy
  - WCW Tag Team Championship (1 lần) – với Matt Hardy
  - Terri Invitational Tournament – với Matt Hardy
  - Grand Slam Champion thứ 11
  - Triple Crown Champion thứ 18
  - Slammy Award cho Extreme Moment of the Year (2008) Swanton Bomb lên Randy Orton từ trên titantron (Raw, 14/1/2008) 
  - Slammy Award cho Extreme Moment of the Year (2009) Swanton Bomb từ thang lên CM Punk ở SummerSlam
- Wrestling Observer Newsletter
  - High-flyer của năm(2000)
  - Mối thù của năm (2009) vs. CM Punk
  - Trận đấu tệ nhất năm (2011) vs. Sting ở Victory Road 2011